# Gérard de Mansfeld-Vorderort
Johann Gérard de Mansfeld-Vorderort, né vers 1525-1530, est archevêque-électeur de Cologne. Il est décédé à Brühl le 2 novembre 1562 .

## Carrière
Gérard et son frère aîné sont tous deux des membres fondateurs de la Ligue de Smalkalde . Une dispute entre Gérard et son frère Jean-Albert de Mansfeld et Arnstein (1522-1586) en 1546 conduit à une médiation de Martin Luther .
En 1558, Gérard de Mansfeld est élu archevêque de Cologne. Durant son épiscopat, le diocèse d'Utrecht cesse d'être un suffragant de Cologne et le doyenné de Zyfflich est incorporé au diocèse de Ruremonde nouvellement fondé.

## Famille
En tant que membre du chapitre de la cathédrale, il vit en concubinage. Il a au moins un enfant survivant, une fille Sybilla, qui épouse Eduard (Egbert) von Bocholtz (décédé après 1590) et en secondes noces, Johann Eggenoy (décédé avant 1616). 